# Лобанов, Алексей Иванович
Лобанов Алексей Иванович (род 7 мая 1961, Самара) — российский учёный в области прикладной математики, доктор физико-математических наук (2002), профессор МФТИ (2005), главный редактор журнала «Компьютерные исследования и моделирование», автор ряда учебников и учебных пособий по математике (см. библиографию).

## Биография
Закончил факультет управления и прикладной математики МФТИ (1984). По окончании преподавал и вёл исследовательскую деятельность на кафедре вычислительной математики МФТИ на различных научных должностях. В настоящее время трудится на кафедре вычислительной физики МФТИ.
В 1990 г. под руководством к.ф.м.н. Виталия Ивановича Косарева защитил в МФТИ диссертацию на звание кандидата физико-математических наук по теме «Численное и аналитическое исследование динамики плазмы в сверхсильных магнитных полях» (спец. 01.01.07).
В последующие годы Алексей Иванович, в том числе под влиянием и при сотрудничестве Александра Сергеевича Холодова в составе его научной школы расширяет свой круг научных интересов до моделирования сложных процессов и явлений в биологии и медицине.
Свою докторскую диссертацию он защитил в 2001 г. в Институте прикладной математики им. М.В. Келдыша РАН по теме «Математические модели биологических систем, описываемые уравнениями „реакция-диффузия“ и „реакция-диффузия-конвекция“» (спец. 05.13.18). Учёная степень присвоена в 2002 г.
Труды А. И. Лобанова по биофизике привлекли внимание научного сообщества, о чём свидетельствует, в частности, появление подборки его статей по данному направлению на портале «Биофизики России»
Учёное звание профессора присуждено в 2004 г.
Профессор А. И. Лобанов принял участие в подготовке 13 Школ по высокопроизводительным вычислениям (в 10 Школах был председателем организационного комитета). Принимал деятельное участие в подготовке и проведении многих научных конференций в России.
С момента основания журнала «Компьютерные исследования и моделирование» в 2009 году является главным редактором (совместно с Г.Ю. Ризниченко, совместно с А.В. Борисовым в 2009-2021 годах)

## Из библиографии

### Книги
- Вычислительные методы для анализа моделей сложных динамических систем : Учеб. пособие для студентов вузов по напр. «Прикладные математика и физика» / А. И. Лобанов, И. Б. Петров; М-во образования Рос. Федерации. МФТИ (гос. ун-т). — М. : МФТИ, 2000. — 21 см.
  - Ч. 1. — 2000. — 168 с. : ил., табл.; ISBN 5-7417-0149-3
  - Ч. 2. — 2002. — 154 с. : ил.; ISBN 5-7417-0199-X
- Задачи для самостоятельного исследования в курсе вычислительной математики : Учеб. пособие для студ. вузов по напр. «Прикладные математика и физика» / А. И. Лобанов, М. В. Мещеряков, Л. А. Чудов; М-во образования Рос. Федерации. МФТИ (гос. ун-т). — М. : МФТИ, 2001. — 75 с. : табл.; 21 см; ISBN 5-7417-0168-X
- Разностные схемы для решения жёстких систем обыкновенных дифференциальных уравнений в пространстве неопределённых коэффициентов (учеб. пос. по курсу «Нелинейные вычислительные процессы»). / Лобанов А. И., Евдокимов А. В., Холодов А. С.. Москва, изд-во МФТИ, 2001. 48 с.
- Лабораторный практикум «Основы вычислительной математики». / Иванов В. Д., Косарев В. И., Лобанов А. И., Петров И. Б., Пирогов В. Б., Рябенький В. С., Старожилова Т. К., Утюжников С. В., Холодов А. С. М.: МЗ Пресс, 2003. 192 c.
- Лекции по вычислительной математике. / Петров И. Б., Лобанов А. И. М.: Интуит, Бином, 2006. 523 с. ISBN 5-94774-542-9
- Лобанов А. И. Модели клеточных автоматов // Компьютерные исследования и моделирование, 2010, т. 2, № 3, с. 273—293.
- Практические занятия по вычислительной математике в МФТИ: учеб. пос. для студентов ВУЗов по напр. … «Прикладные математика и физика»
  - Часть I., 2 изд., исправленное и дополненное / Е. Н. Аристова, Н. А. Завьялова, А. И. Лобанов. — Москва : МФТИ, 2021. — 242 с. : ил., табл.; 21 см; ISBN 978-5-7417-0774-6
  - Часть 2.  2 изд., исправленное и дополненное / Е. Н. Аристова, А. И. Лобанов ; — Москва : МФТИ, 2023. — 320 с. : ил., табл.; 21 см; ISBN 978-5-7417-0830-9 : 150 экз.
- Численные методы, алгоритмы и программы. Введение в распараллеливание : учеб. пос. для студ. ВУЗов … по напр. … «Прикладные математика и физика» / В. Е. Карпов, А. И. Лобанов. — Москва : Физматкнига, 2014. — 190 с. : ил.; 21 см. — (Серия Суперкомпьютерное образование : СКО).; ISBN 978-5-89155-234-0
- Вычислительная математика : курс лекций / А. И. Лобанов, И. Б. Петров. — Москва : Физматкнига, 2021. — 475 с. : ил.; 22 см. — (Физтеховские курсы).; ISBN 978-5-89155-341-5 : 300 экз.

### Диссертации
- Лобанов, Алексей Иванович. Численное и аналитическое исследование динамики плазмы в сверхсильных магнитных полях : диссертация … кандидата физико-математических наук : 01.01.07 / Моск. физ.-техн. ин-т. — Москва, 1990. — 173 с. : ил.[2]
- Лобанов, Алексей Иванович. Математические модели биологических систем, описываемые уравнениями «реакция-диффузия» и «реакция-диффузия-конвекция» : диссертация … доктора физико-математических наук : 05.13.18. — Москва, 2001. — 236 с. : ил.[3]

### Избранные статьи
- Zarnitsina V. I.  Ataullakhanov, F. I., Lobanov, A. I., Morozova, O. L.  Dynamics of spatially nonuniform patterning in the model of blood coagulation //Chaos: An Interdisciplinary Journal of Nonlinear Science. – 2001. – Т. 11. – №. 1. – С. 57-70.
- Panteleev M. A., Andreeva A. A., Lobanov A. I. Differential drug target selection in blood coagulation: what can we get from computational systems biology models? //Current Pharmaceutical Design. – 2020. – Т. 26. – №. 18. – С. 2109-2115.
- Лобанов А. И., Старожилова Т. К., Гурия Г. Т. Численное исследование структурообразования при свёртывании крови // Матем. моделирование, 9:8 (1997), 83-95
- Белотелов Н. В., Лобанов А. И. Популяционные модели с нелинейной диффузией // Математическое моделирование, 9:12 (1997), 43-56
- Погорелова Е. А., Лобанов А. И. Высокопроизводительные вычисления в моделировании крови // Компьютерные исследования и моделирование, 2012, т. 4, № 4, с. 917—941.
- Лобанов А. И. Разностные схемы для уравнения переноса, удовлетворяющие обобщённому условию аппроксимации // Компьютерные исследования и моделирование, 2018, т. 10, № 2, с. 181—193
- Лобанов А. И. Разностные схемы в пространстве неопределённых коэффициентов и двойственные задачи линейного программирования // ЖВМиМФ, 58:6 (2018), 859—872

### Летописи науки
- Лобанов А. И. Научные и педагогические школы Александра Сергеевича Холодова // Компьютерные исследования и моделирование, 10:5 (2018), 561—579
- Коганов А., Лобанов А., Ризниченко Г., Рубин А., Фурсова П., Хрущёв С. Памяти Алексея Владимировича Борисова. короткая яркая жизнь — как метеорит… // Компьютерные исследования и моделирование. 2021. Т. 13. № 1. С. 15-18.

### Редакторская деятельность
- Моделирование и обработка информации : сб. науч. трудов / Минобрнауки РФ, Федер. аг-во по образованию, Московский физ.-технический ин-т (гос. ун-т); [редкол.: А. И. Лобанов (отв. ред.) и др.]. — Москва : МФТИ, 2008. — 291 с. : ил., табл.; 21 см; ISBN 5-7417-0222-2
- Информационные технологии: модели и методы: сб. науч. трудов / Минобрнауки РФ, Московский физико-технический ин-т (гос. ун-т); [редкол.: А. И. Лобанов (отв. ред.) и др.]. — Москва : МФТИ, 2010. — 188 с. : ил., табл.; 20 см; ISBN 978-5-7417-0345-8
- Моделирование процессов обработки информации: сб. науч. трудов / Минобрнауки РФ, Московский физико-технический ин-т (Гос. ун-т); [редкол.: А. И. Лобанов (отв. ред.) и др.]. — Москва : МФТИ, 2014. — 75 с. : ил., табл.; 21 см; ISBN 978-5-7417-0511-7
- Математическое моделирование информационных систем : сб. науч. трудов / Минобрнауки РФ, Московский физико-технический ин-т (гос. ун-т); [редкол.: А. И. Лобанов (отв. ред.) и др.]. — Москва : МФТИ, 2015. — 86 с. : ил., табл., цв. ил.; 21 см; ISBN 978-5-7417-0567-4 : 100 экз.
- Модели и методы обработки информации : сб. науч. трудов / Минобрнауки РФ, Московский физико-технический ин-т (Гос. ун-т); [редкол.: А. И. Лобанов (отв. ред.)]. — Москва : МФТИ, 2016. — 127, [2] с. : ил., табл.; 21 см; ISBN 978-5-7417-0592-6 : 100 экз.
- Информационное обеспечение математических моделей : сб. науч. трудов / Минобрнауки РФ, ФГАОУ ВО «Московский физико-технический институт (гос. ун-т)»; [редкол.: А. И. Лобанов (отв. ред.) и др.]. — Москва : МФТИ, 2017. — 127 с. : ил., табл.; 21 см; ISBN 978-5-7417-0621-3 : 100 экз.